# Francisco Ortega Coloma
Francisco Javier Ortega Coloma es un paleontólogo español y profesor de la Universidad Nacional de Educación a Distancia que ha descubierto y estudiado varias especies de dinosaurios y otros arcosaurios a lo largo de su carrera investigadora.
Ha participado en numerosas excavaciones paleontológicas y es miembro de la Sociedad Española de Paleontología. Desde 2007 forma parte de la dirección científica de los trabajos de investigación en el yacimiento paleontológico del Cretácico Superior (Campaniense superior - Maastrichtiense inferior) de Lo Hueco, en Cuenca (España).
Su descubrimiento más conocido, junto a José Luis Sanz y Fernando Escaso, son los fósiles del dinosaurio carnívoro Concavenator corcovatus, llamado coloquialmente “Pepito”, encontrados en 2003, en el yacimiento paleontológico de Las Hoyas, provincia de Cuenca, España. Estos restos que permitieron definir el nuevo taxón, se consideran como el esqueleto articulado de dinosaurio más completo que se ha encontrado hasta la fecha en la península ibérica.

## Taxones descritos
- Acynodon Buscalioni, Ortega, & Vasse, 1997
- Acynodon iberoccitanus Buscalioni, Ortega, & Vasse, 1997
- Acynodon lopezi Buscalioni, Ortega, & Vasse, 1997
- Agaresuchus Narváez, Brochu, Escaso, Pérez-García & Ortega, 2016
- Agaresuchus fontisensis Narváez, Brochu, Escaso, Pérez-García & Ortega, 2016
- Allodaposuchidae Narváez, Brochu, Escaso, Pérez-García & Ortega, 2015
- Araripesuchus patagonicus Ortega, Gasparini, Buscalioni & Calvo, 2000
- Brodiechelys royoi Pérez-García, Gasulla, & Ortega, 2012
- Concavenator corcovatus Ortega, Escaso, & Sanz, 2010
- Eoalulavis hoyasi Pérez Moreno, Sanz, Buscalioni, Moratalla, Ortega, & Raskin-Gutman, 1994
- Eodortoka morellana Pérez-García, Gasulla, & Ortega, 2014
- Eousdryosaurus nanohallucis Escaso, Ortega, Dantas, Malafaia, Silva, Gasulla, Narváez, & Sanz, 2014
- Fontainechelon cassouleti Pérez-García, Ortega, & Jiménez-Fuentes, 2016
- Hylaeochelys kappa Pérez-García, & Ortega, 2014
- Hoyasemys jimenezi Pérez-García, Fuente, & Ortega, 2011
- Lajasvenator ascheriae Coria, Currie, Ortega, & Baiano, 2016
- Lohuecosuchus Narváez, Brochu, Escaso, Pérez-García & Ortega, 2015
- Lohuecosuchus mechinorum Narváez, Brochu, Escaso, Pérez-García & Ortega, 2015
- Lohuecosuchus megadontos Narváez, Brochu, Escaso, Pérez-García & Ortega, 2015
- Lohuecotitan pandafilandi Díez-Díaz, Mocho, Páramo, Escaso, Marcos-Fernández, Sanz & Ortega, 2016
- Lourinhasaurus alenquerensis Dantas, Sanz, Marques da Silva, Ortega, Dos Santos, & Cachao, 1998
- Lusovenator santosi Malafaia, Mocho, Escaso, & Ortega, 2020
- Morelladon beltrani Gasulla, Escaso, Narváez, Ortega & Sanz, 2015
- Musturzabalsuchus buffetauti Buscalioni, Ortega, & Vasse, 1997
- Paludidraco multidentatus De Miguel, Ortega, & Pérez-García, 2018
- Parahenodus atancensis De Miguel, Ortega, & Pérez-García, 2018
- Pelecanimimus  polyodon Sanz, Chiappe, Perez Moreno,  Buscalioni, Moratalla, Ortega, & Poyato-Ariza, 1996
- Pelorochelon Pérez-García, Ortega, & Jiménez-Fuentes, 2016
- Pelorochelon eocaenica Pérez-García, Ortega, & Jiménez-Fuentes, 2016
- Pelorochelon soriana Pérez-García, Ortega, & Jiménez-Fuentes, 2016
- Pilmatueia faundezi Coria, Windholz, Ortega, & Currie, 2018
- Qunkasaura Pintiquiniestra Mocho, Escaso, Marcos Fernández, Sanz, Vidal, Ortega, 2024
- Selenemys lusitanica Pérez-García, & Ortega, 2011
- Spinophorosaurus nigerensis Remes, Ortega, Fierro, Joger, Kosma, Marin Ferrer, Project PALDES, Niger Project SNHM, Ide, & Maga, 2009
- Vallibonavenatrix cani Malafaia, Gasulla, Escaso, Narváez, Sanz, & Ortega, 2019
- Ziphosuchia Ortega, Gasparini, Buscalioni & Calvo, 2000

## Obra
(Selección asociada a taxones descritos)
- Buscalioni, A.D., Ortega, F. & Vasse, D. 1997. New crocodiles (Eusuchia: Alligatoroidea) from the Upper Cretaceous of southern Europe. Comptes Rendus de l'Académie des Sciences – Series IIA – Earth and Planetary Science 325: 525–530. doi http://dx.doi.org/10.1016/S1251-8050(97)89872-2
- Coria, R.A., Windholz, G.J., Ortega, F. & Currie, P.J. 2018. A new dicraeosaurid sauropod from the Lower Cretaceous (Mulichinco Formation, Valanginian, Neuquén Basin) of Argentina. Cretaceous Research doi 10.1016/j.cretres.2018.08.019
- Dantas, P., Sanz, J.L., Marques da Silva, C., Ortega, F., Dos Santos V.F. & Cachao, M 1998. Lourinhasaurus n. gen. Novo dinossáurio saurópode do Jurássico superior (Kimmeridgiano superior-Tithoniano inferior) de Portugal. Comunicações do Instituto Geológico e Mineiro 84(1A) : 91–94.
- De Miguel Chaves, C.,  Ortega, F. & Pérez‐García, A. 2018. A new placodont from the Upper Triassic of Spain provides new insights on the acquisition of the specialized skull of Henodontidae. Papers in Palaeontology. Online edition doi 10.1002/spp2.1218
- De Miguel Chaves, C.,  Ortega, F. & Pérez‐García, A. 2018. New highly pachyostotic nothosauroid interpreted as a filter-feeding Triassic marine reptile. Biology Letters 14 (8): 20180130.
- Díez-Díaz, V., Mocho, P., Páramo, A., Escaso, F., Marcos-Fernández, F., Sanz, J.L. & Ortega, F. 2016. A new titanosaur (Dinosauria, Sauropoda) from the Upper Cretaceous of Lo Hueco (Cuenca, Spain). Cretaceous Research 68: 49–60. doi 10.1016/j.cretres.2016.08.001
- Escaso, F., Ortega, F., Dantas, P.M., Malafaia, E., Silva, B., Gasulla, J.M. Mocho, P., Narváez, I.  & Sanz, J.L. 2014. A new dryosaurid ornithopod (Dinosauria, Ornithischia) from the Late Jurassic of Portugal. Journal of Vertebrate Paleontology 34(5): 1102–1112. doi 10.1080/02724634.2014.849715
- Gasulla, J.M., Escaso, F., Narváez, I., Ortega, F. & Sanz, J.L. 2015. A New Sail-Backed Styracosternan (Dinosauria: Ornithopoda) from the Early Cretaceous of Morella, Spain. PLoS One 10(12):  e0144167. doi 10.1371/journal.pone.0144167
- Narváez, I., Brochu, C.A., Escaso, F., Pérez-García, A. & Ortega, F. 2015. New crocodyliforms from southwestern Europe and definition of a diverse clade of European Late Cretaceous basal eusuchians.  PLoS ONE 10(11): e0140679 doi 10.1371/journal.pone.0140679
- Narváez, I., Brochu, C.A., Escaso, F., Pérez-García, A. & Ortega, F. 2016. New Spanish Late Cretaceous Eusuchian Reveals the Synchronic and Sympatric Presence of Two Allodaposuchids. Cretaceous Research 65: 112–125. doi 10.1016/j.cretres.2016.04.018
- Ortega, F.; Bardet, N.:Barroso-Barcenilla, F.; Callapez, P.M.; Cambra-Moo, O.; Daviero-Gómez, V.; Díez Díaz, V.; Domingo, L.; Elvira, A.; Escaso, F.; García-Oliva, M.; Gómez, B.; Houssaye, A.; Knoll, F.; Marcos-Fernández, F.; Martín, M.; Mocho, P.; Narváez, I.; Pérez-García, A.; Peyrot, D.; Segura, M.; Serrano, H.; Torices, A.; Vidal, D. y Sanz, J. L. (2015). «The biota of the Upper Cretaceous site of Lo Hueco (Cuenca, Spain)». Journal of Iberian Geology, 41 (1): 83–99
- Ortega, F., Gasparini, Z.B. de, Buscalioni, A.D. & Calvo, J.O. 2000. A new species of Araripesuchus (Crocodylomorpha, Mesoeucrocodylia) from the Lower Cretaceous of Patagonia (Argentina). Journal of Vertebrate Paleontology 20(1): 57–76. doi [0057:ANSOAC2.0.CO;2 10.1671/0272-4634(2000)020[0057:ANSOAC]2.0.CO;2]
- Ortega, F., Escaso, F. & Sanz, J.L. 2010. A bizarre, humped Carcharodontosauria (Theropoda) from the Lower Cretaceous of Spain. Nature 467(7312): 203–206. doi 10.1038/nature09181
- Pérez-García, A., de la Fuente, M.S. & Ortega, F. 2011. Hoyasemys jimenezi gen. et sp. nov., a freshwater basal eucryptodiran turtle from the Lower Cretaceous of Spain. Acta Palaeontologica Polonica 57(2): 285–298. doi 10.4202/app.2011.0031
- Pérez-García, A., Ortega, F.  & Jiménez-Fuentes, E. 2016. Taxonomy, systematics and diversity of the European oldest testudinids Zoological Journal of the Linnean Society 177: 648–675. doi 10.1111/zoj.12381
- Pérez-García, A., Gasulla, J.M. & Ortega, F. 2012. A new turtle species of Brodiechelys from the Early Cretaceous of Spain: Systematic and palaeobiogeographic implications. Cretaceous Research 48: 130–138. doi 10.4202/app.2012.0059
- Pérez-García, A., Gasulla, J.M. & Ortega, F. 2014. Eodortoka morellana gen. et sp. nov., the first pan-pleurodiran turtle (Dortokidae) defined in the Lower Cretaceous of Europe. Acta Palaeontologica Polonica 59(2): 333–342. doi 10.1016/j.cretres.2013.12.004
- Pérez-García, A. & Ortega, F. 2011. Selenemys lusitanica, gen. et sp. nov., a new pleurosternid turtle (Testudines: Paracryptodira) from the Upper Jurassic of Portugal. Journal of vertebrate paleontology 31(1): 60–69. doi 10.1080/02724634.2011.540054
- Pérez-García, A. & Ortega, F. 2012. A new species of the turtle Hylaeochelys (Eucryptodira) outside its known geographic and stratigraphic ranges of distribution. Comptes Rendus Palevol 13(3): 183–188. doi 10.1016/j.crpv.2013.10.009
- Perez-Moreno, B.P., Sanz, J.L., Buscalioni, A.D., Moratalla, J.J., Ortega, F. & Raskin-Gutman, D.. 1994. A unique multitoothed ornithomimosaur from the Lower Cretaceous of Spain. Nature 370: 363–367. doi 10.1038/370363a0
- Remes, K., Ortega, F., Fierro, I., Joger, U., Kosma, R., Marin Ferrer, J.M., Project PALDES, Niger Project SNHM, Ide, O.A. & MagaA. 2009. A new basal sauropod dinosaur from the Middle Jurassic of Niger and the early evolution of Sauropoda. PLoS One 4(9): e6924. doi 10.1371/journal.pone.0006924
- Sanz, J.L., Chiappe, L.M., Perez-Moreno, B.P.;  Buscalioni, A.D., Moratalla, J.J., Ortega, F. & Poyato-Ariza, F.J. 1996. An Early Cretaceous bird from Spain and its implications for the evolution of avian flight. Nature 382(6590): 442–445. doi 10.1038/382442a0